# Cementerio de Santo Amaro
El Cementerio de Santo Amaro es una necrópolis y velatorio ubicado en la ciudad de São Paulo, Brasil. Está ubicado en el distrito de Santo Amaro, al sur de la capital de São Paulo.
Es el cementerio público más antiguo de la ciudad, inaugurado en 1856, cuando Santo Amaro era un municipio independiente de São Paulo.
Después de décadas de ser gestionado por el Ayuntamiento de São Paulo, desde 2023 está bajo gestión privada de la empresa Cortel São Paulo. 

## Historia

### Surgimiento de la ciudad de Santo Amaro
El barrio tuvo como precursor religioso al sacerdote José de Anchieta, quien, procedente de São Paulo de Piratininga, observó un gran desarrollo de colonos e indios catequizados en la zona, considerando que existía potencial para la instalación de un nuevo pueblo. Así surgió la primera capilla de Santo Amaro.  Santo Amaro fue elevado a la categoría de parroquia en 1680 y transformada en freguesia en 1686.
En la década de 1820, Santo Amaro incluía una colonia alemana. En 1832, se convirtió en un municipio separado de São Paulo y sólo se reincorporó un siglo después, en 1935.

### Fundación del cementerio
La Ley Regia del 1 de octubre de 1828, de Pedro I, prohibió los entierros en el interior de las iglesias por cuestiones de salubridad.
Ante la demanda de la población, en 1856 se fundó el cementerio municipal de Santo Amaro, hoy considerado el cementerio público más antiguo de la ciudad de São Paulo (el cementerio de la Consolación fue inaugurado en 1858, mientras que el cementerio más antiguo de São Paulo es privado y trata del Cementerio de la Colonia). 
El primer entierro se realizó el 5 de enero de 1857, según el libro de defunciones de la Matriz de Santo Amaro. El registro indica el cuerpo de una niña llamada Teresa, hija de los esclavos Joaquim y Gabriela propiedad de Antonio Bento de Andrade. 
En 1890, el cementerio fue ampliado, lo que incluyó la construcción de la capilla que fue terminada en 1893.  Hubo otras ampliaciones en 1925 y 1936. 

## Obelisco de Santo Amaro

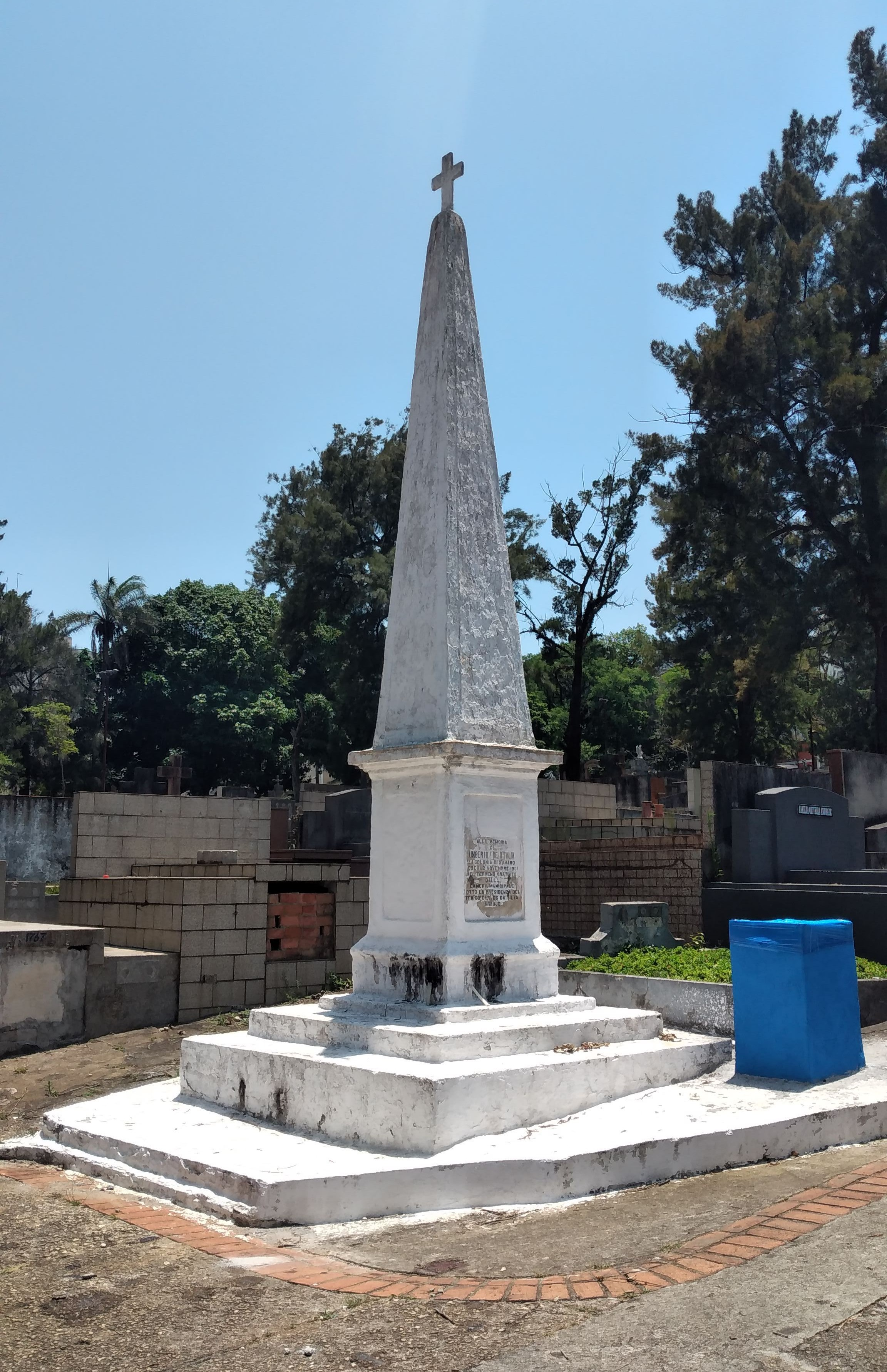
Obelisco del cementerio de Santo Amaro

El obelisco fue erigido en 1901 por la colonia italiana de Santo Amaro en un terreno cedido por la Cámara Municipal. El monumento es un homenaje al rey italiano Humberto I que fue asesinado de tres tiros por el anarquista Gaetano Bresci durante una visita a la ciudad de Monza .  Contiene las siguientes palabras en italiano:

2 de noviembre en el terreno donado por la cámara municipal bajo la presidencia del teniente coronel Carlos da Silva Araujo
A la memoria de Humberto I Rey de Italia. La Columna de Santo Amaro se levanta el 1